# Santa Maria in Betlem

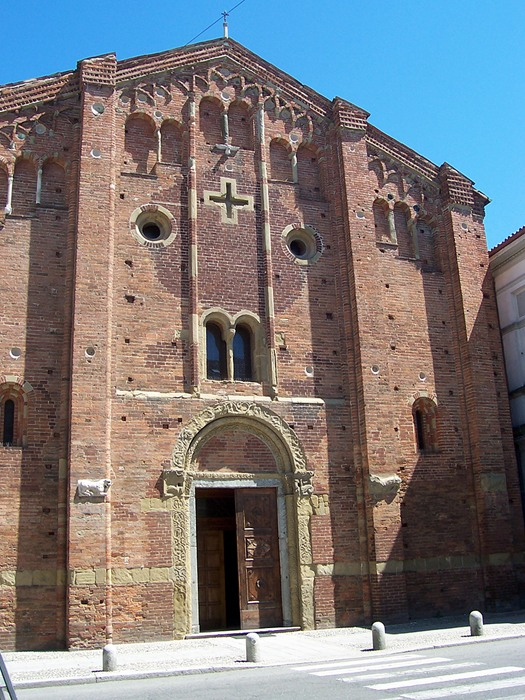
Die Fassade der Kirche

Die Kirche Santa Maria in Betlem, die um 1130 gegründet wurde, steht im charakteristischen Viertel Borgo von Pavia (Bürg im pavianischen Dialekt) auf der anderen Flussseite gegenüber dem Stadtzentrum. Neben der Kirche befand sich ein Krankenhaus zur Versorgung von Pilgern und Kranken. 

## Geschichte
Eine erste Kirche entstand zwischen dem 9. und 10. Jahrhundert, deren Überreste (zugänglich durch eine Bodenluke) bei der Restaurierung von 1952 entdeckt wurden. Die zwischen dem 9. und 10. Jahrhundert errichtete Kirche war deutlich kleiner; sie war 15,20 Meter lang und 6,70 Meter breit und hatte nur ein einziges Schiff. Die heutige Kirche ist seit 1130 dokumentiert und wurde entlang einer Straße errichtet, die durch Abzweigungen nach Casteggio, Casale Monferrato, Vercelli und Genua führte, von wo aus man in das Heiliges Land einschiffen konnte.
Im 13. Jahrhundert wurden die Kirche und das angrenzende Krankenhaus der Jurisdiktion des Bischofs von Pavia entzogen und dem Bischof von Bethlehem unterstellt. Das Krankenhaus von Pavia expandierte im Laufe des 13. Jahrhunderts und eröffnete vier weitere Hospitäler in den Gebieten von Pavia und Piacenza.
Im Jahr 1383 wurden die Kirche und das Krankenhaus den Mönchen des Antoniterordens von Vienne übertragen, deren Krankenhaus und Kloster im nördlichen Teil Pavias zwischen 1360 und 1365 für den Bau des Castello Visconteo abgerissen worden waren.
Die Pfarrei wurde in den Steuerverzeichnissen von 1250 unter denen von Porta Ponte aufgeführt und wird in der Pastoralvisitation von Amicus de Fossulanis im Jahr 1460 sowie in der von Angelo Peruzzi im Jahr 1576 erwähnt, wobei sie damals 900 Kommunikanten zählte.
Im Jahr 1769 bestand der Klerus aus zwei Priestern, was sich bis 1845 auf einen Priester und zwei Kapläne reduzierte. Die Zahl der Gemeindemitglieder stieg von 1305 im Jahr 1780 auf 1370 im Jahr 1807, dann auf 1650 im Jahr 1845 und schließlich auf 2056 im Jahr 1877.
Im Jahr 1808 wurden das Kloster und das Krankenhaus aufgelöst, und von ihnen ist heute nur noch die kleine, an die Seite der Kirche angebaute Vorhalle aus dem 17. Jahrhundert erhalten.

## Bauwerk
Die heutige Kirche wurde um die Mitte des 12. Jahrhunderts wiederaufgebaut. Ihr Inneres besteht aus drei Schiffen, die durch Pfeiler unterteilt und von drei runden Apsiden abgeschlossen sind. Das Hauptschiff besteht aus drei fast quadratischen Jochen, denen in den Seitenschiffen drei rechteckige Joche entsprechen.
Das Querschiff ist im Grundriss nicht erkennbar, da der Boden keinen lateinischen Kreuzgrundriss bildet, doch seine Form ist deutlich sichtbar, wenn man die Dächer der Kirche betrachtet. Das Gebäude ist mit Kreuzgewölben ausgestattet, und über dem Querschiff erhebt sich eine achteckige Kuppel.
Im Gegensatz zu vielen anderen Sakralbauten in Pavia besitzt die Kirche keine Krypta – vermutlich, weil sie ursprünglich außerhalb der Stadtmauern errichtet wurde, zudem in einem Gebiet, das von den Überschwemmungen des Ticino betroffen war.

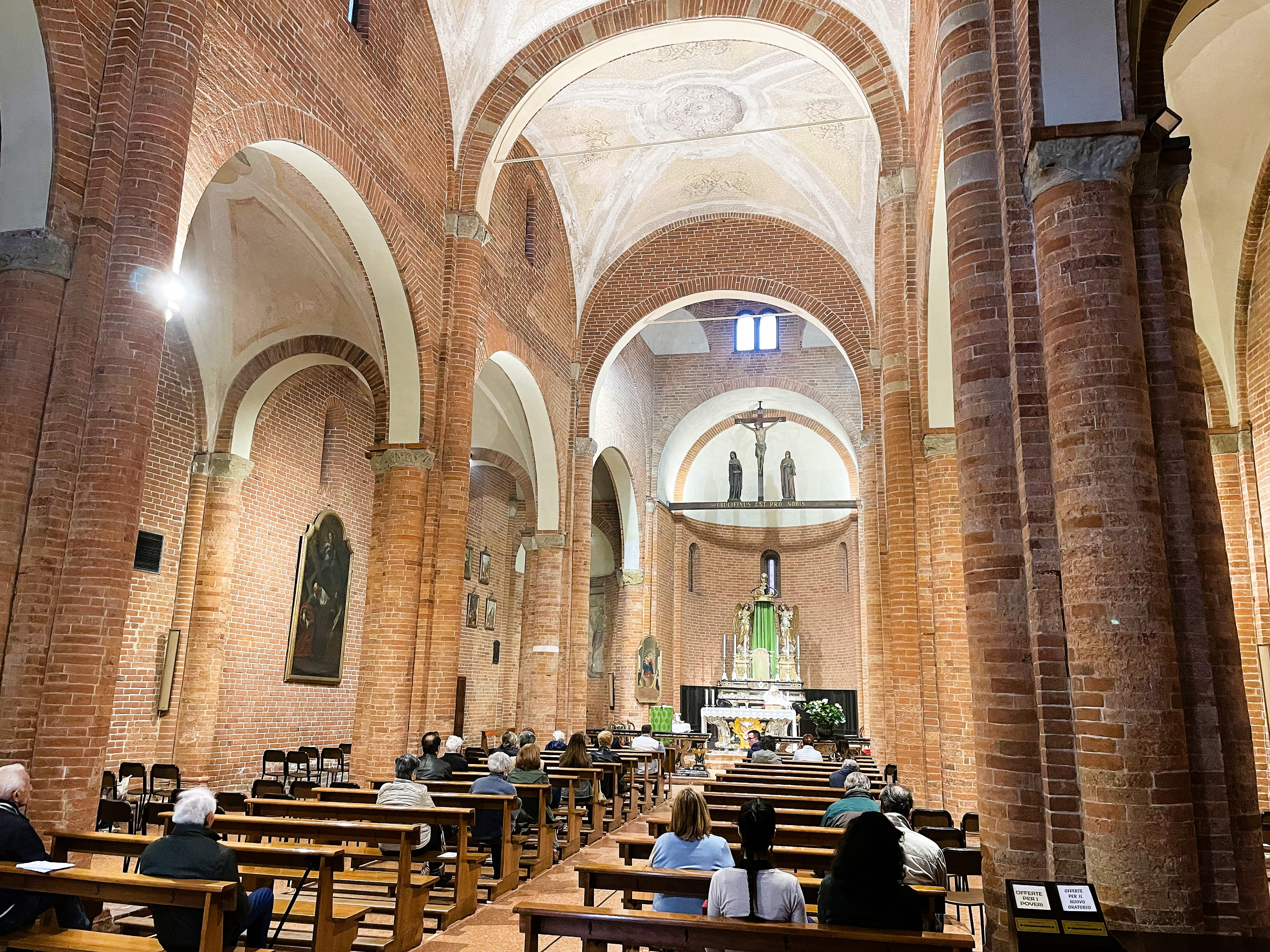
Das Innere der Kirche.
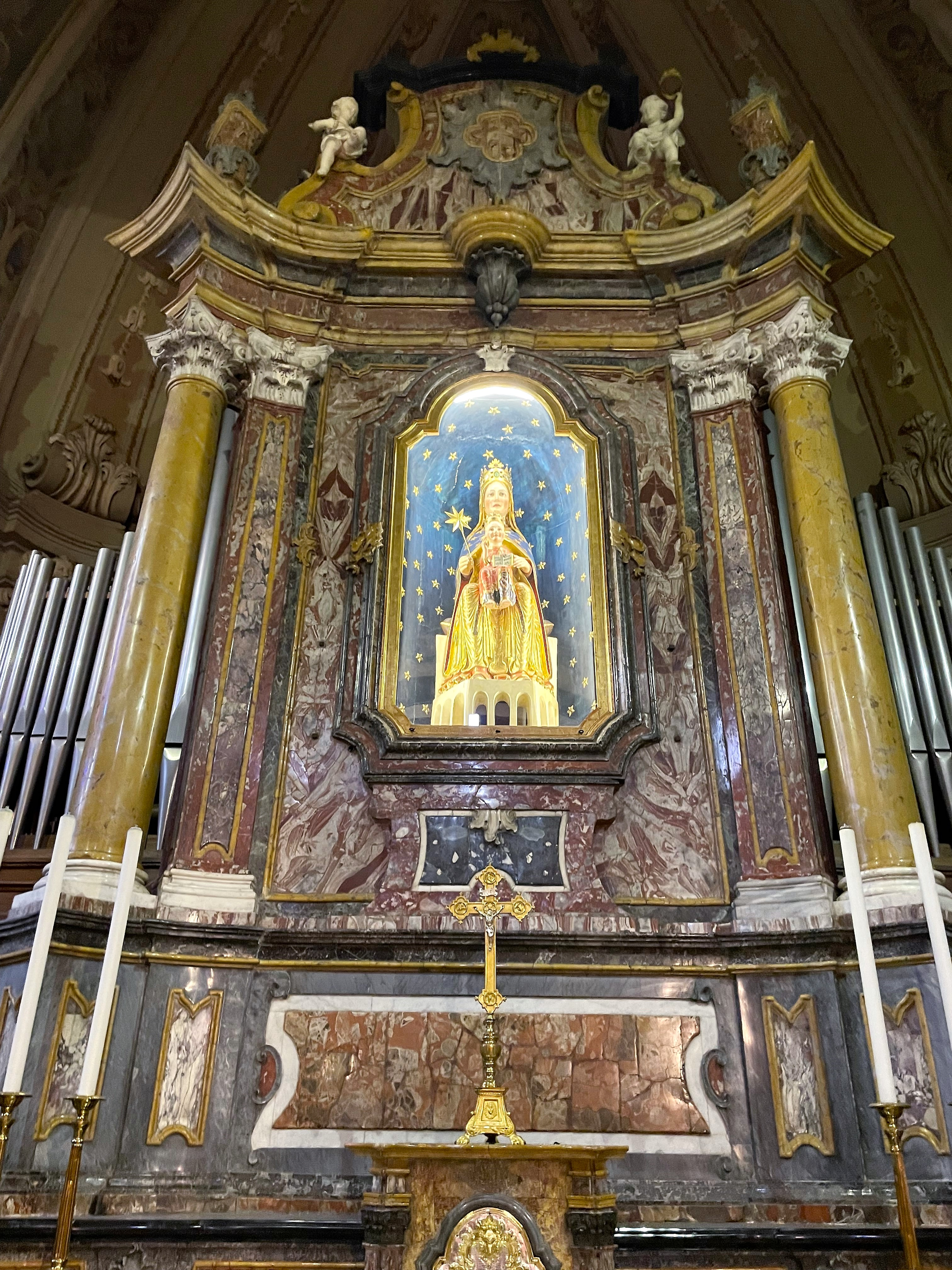
Die Madonna della Stella, eine bemalte Holzstatue, ein französisches Werk aus dem 13. Jahrhundert.
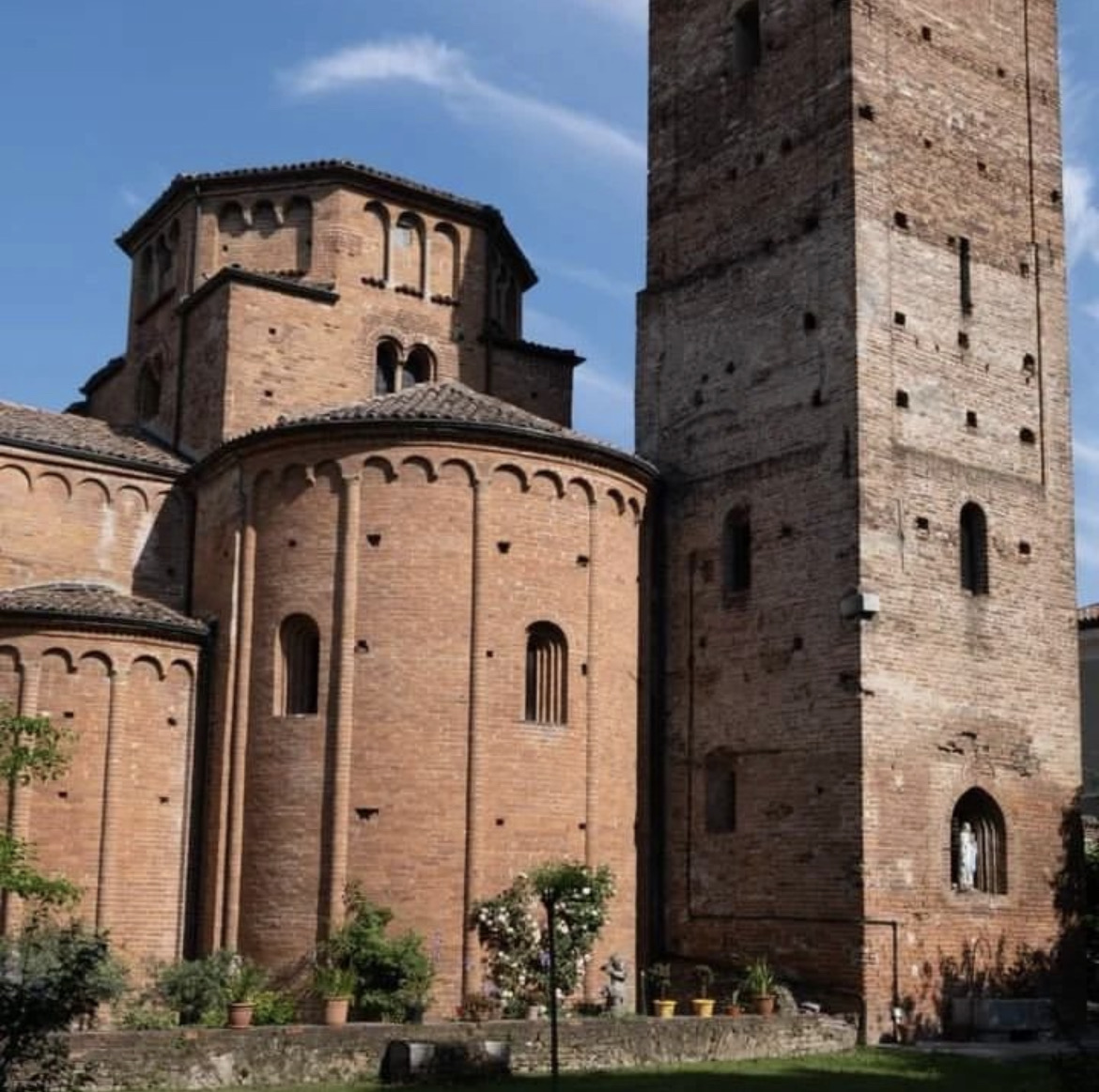
Die Apsis der Kirche.
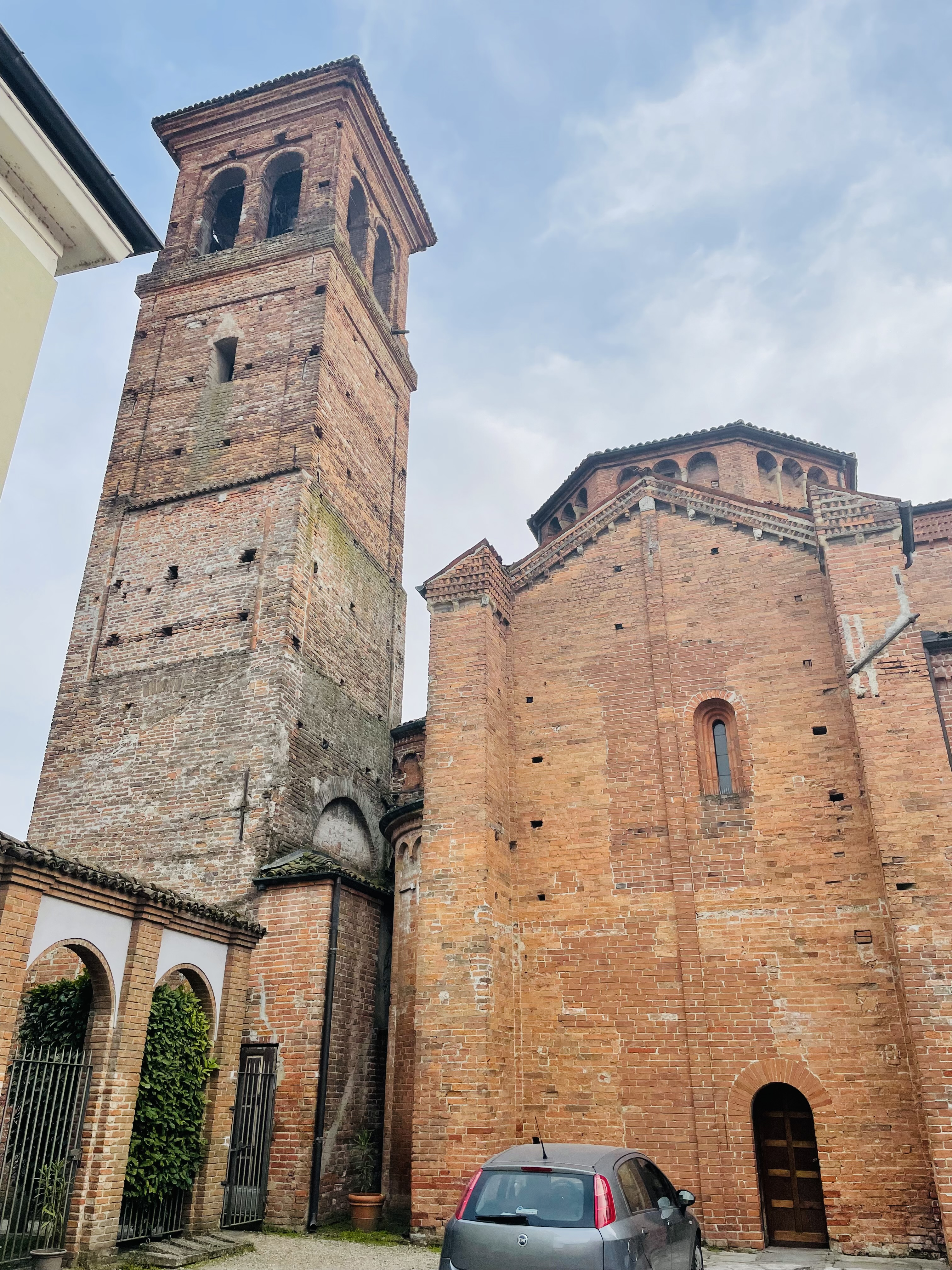
Der Glockenturm (16. Jahrhundert) und die nördliche Fassade.

Die Fassade weist Merkmale der lombardischen Romanik auf, wie das doppelte Satteldach, und ist mit byzantinischen Majolikafliesen, Blendarkaden und Säulen aus Sandstein verziert. Das Portal, ebenfalls aus Sandstein, ist mit zoomorphen Motiven geschmückt.
Um die Mitte des 16. Jahrhunderts wurde der aus dem 13. Jahrhundert stammende Glockenturm erhöht, und die heutige Glockenstube wurde geschaffen.
Im Jahr 1739 wurde die Kirche einer radikalen Umgestaltung im barocken Stil unterzogen. Abgesehen von der Fassade wurden einige Seitenkapellen hinzugefügt, und die Innenräume wurden stark mit Putz überzogen, der Marmor imitieren sollte, sowie mit Stuckarbeiten versehen, die alle mittelalterlichen Verzierungen verbargen.
Die Restaurierungen von 1952, wenn auch recht radikal, beseitigten fast alle im Jahr 1739 hinzugefügten Elemente: Die meisten Seitenkapellen wurden entfernt, und der barocke Putz sowie der Stuck wurden weitgehend abgetragen. Erhalten blieb nur die Seitenkapelle nördlich des Kircheneingangs, die zwischen den barocken Marmorverzierungen des Altars die Statue der Madonna della Stella bewahrt – eine polychrome Holzskulptur französischer Herkunft aus dem 13. Jahrhundert, die von den Bewohnern des Borgo als wundertätig verehrt wird. Ebenfalls erhalten blieb ein Fresko aus dem Jahr 1623 in der linken Apsis, das die Madonna auf dem Thron zwischen den Stiftern des Freskos darstellt.